# الهيئة العامة للتأمين الصحي (مصر)
الهيئة العامة للتأمين الصحي هي هيئة حكومية مصرية تابعة لوزارة الصحة والسكان، ترجع بداية التأمين الصحي الاجتماعي في مصر كنظام رئيسي لتقديم خدمات الرعاية الصحية إلى سنة 1964 حيث سبق هذا التاريخ صدور العديد من التشريعات كانت موجهة بصفة أساسية للقوى العاملة من العمال والموظفين وبيئة العمل وتعني بإصابات العمل وتعويضاتها، وبعض النماذج للرعاية المرضية، صدر القرار الجمهوري 3298 لسنة 1964 بنقل مسئولية الهيئة العامة للتأمينات الاجتماعية فيما يخص تطبيق التأمين الصحي الي الهيئة العامة للتأمين الصحي

## التشريعات المُنظمِة
- قانون رقم 64 لسنة 1936 في شأن إصابات العمل.[3]
- قانون رقم 86 لسنة 1942 في شأن التأمين الإجباري عن حوادث العمل.[4]
- قانون رقم 117 لسنة 1950 في شأن التعويض عن أمراض المهنة.[5]
- قانون رقم 202 لسنة 1958 في شأن التأمين والتعويض عن إصابات العمل.[6]
- قانون رقم 92 لسنة 1959 في شأن التأمينات الاجتماعية.[7]
- قرار رئيس الجمهورية رقم 571 لسنة 1961
- قانون رقم 63 لسنة 1964
- قانون رقم 75 لسنة 1964 في شأن التأمين الصحي للعاملين في الحكومة وهيئات الإدارة المحلية والهيئات العامة والمؤسسات العامة.[8]
- قانون رقم 32 لسنة 1975 في شأن نظام العلاج التأمينى للعاملين في الحكومة ووحدات الإدارة المحلية والهيئات والمؤسسات العامة.[9]
- قانون رقم 79 لسنه 1975 في شأن التأمين الاجتماعي.[10]
- قانون رقم 148 لسنة 2019 في شأن التأمينات الإجتماعية والمعاشات:[11][12][13]

## المستشفيات التابعة

### محافظة القاهرة الكبرى
1. مستشفى صيدناوي.
2. مستشفى المقطم.
3. مستشفى النصر حلوان.
4. مستشفى شبرا.
5. مستشفى أطفال مصر.
6. مستشفى النيل.

### محافظة الإسكندرية
- مستشفى الطلبة سبورتنج.[14]
- مستشفى جمال عبد الناصر.
- مستشفى كرموز العمالي.
- مستشفى أبو قير التخصصي.

## التأمين الصحي الشامل
في عام 2019 تم تدشين قانون التأمين الصحي الشامل لكل المصريين والذي تضمن إصدار قانون التأمين الصحي الشامل وهو عبارة عن نظام تكافلي اجتماعي، يقدم من خلاله خدمات طبية ذات جودة عالية لجميع فئات المجتمع دون تمييز، وتتكفل الدولة من خلال تلك المنظومة بغير القادرين، وتكون الاسرة هي وحدة التغطية

## أنظر أيضاً
- المؤسسة العلاجية.
- الهيئة العامة للرعاية الصحية.
- الهيئة العامة للمستشفيات والمعاهد التعليمية.
- أمانة المراكز الطبية.

## وصلات خارجية
- الموقع الرسمي للهيئة.
- الصفحة الرسمية للهيئة على موقع فيس بوك.